# Peter Gilchrist/Erfolge
Diese Liste führt die Erfolge des English-Billiards-Spielers Peter Gilchrist auf, der als einer der erfolgreichsten English-Billiards-Spieler der Moderne gilt. Er gewann vier Mal die professionelle English-Billiards-Weltmeisterschaft und drei Mal die IBSF World Billiards Championship.
Geboren in Middlesbrough, gehörte Gilchrist in den 1980ern zu Englands besten Juniorenspielern. Seine frühe Amateurkarriere krönte er 1988 mit dem Gewinn der English Amateur Billiards Championship. Anschließend wurde er Profispieler und stieg schnell in die Weltspitze auf. Trotz zweier Weltmeistertitel und regelmäßiger Finalteilnahmen musste er sich auf der Weltrangliste meist Mike Russell unterordnen. Nichtsdestotrotz wurde er mindestens ein Mal als „English-Billiards-Spieler des Jahres“ ausgezeichnet. Daneben war er als Vorsitzender der World Billiards Association für mehrere Jahre einer der führenden Billardfunktionäre. In dieser Zeit spielte er nebenher auch professionell Snooker, hatte dort aber weitaus weniger Erfolg.
Nachdem er bereits kurzzeitig in Thailand als Trainer gearbeitet hatte, wurde er 2002 Nationaltrainer Katars. Für die Anstellung trat er als Billardfunktionär zurück und pausierte als Profispieler. Nur wenige Monate später zog er nach Singapur, wo er ebenfalls Nationaltrainer wurde. 2006 bekam er die singapurische Staatsbürgerschaft; seitdem tritt er bei Turnieren für Singapur an. Für den kleinen Stadtstaat gewann er so zahlreiche Medaillen bei asiatischen Multisportveranstaltungen. Darüber hinaus kehrte er in die Weltspitze des English Billiards zog und gewann viele Turniere, darunter auch mehrere Weltmeisterschaften. Zeitweise führte er von daher auch die Weltrangliste an. Ferner stellte er zwei neue Weltrekorde für die höchste Punktzahl in einer Aufnahme an, sowohl im 150-Up-Format als auch im Zeit-Format. Für seine Leistungen wurde Gilchrist zweimal als Singapurs Sportler des Jahres ausgezeichnet.

## Übersicht über die Finalteilnahme
Es sei darauf hingewiesen, dass die Quellenlage im English Billiards recht schlecht ist. Deshalb kann die folgende Auflistung keinen Anspruch auf Vollständigkeit erheben.

### Professionelle Turniere
| Ausgang | Jahr | Turnier                                       | Finalgegner     | Ergebnis     |
| ------- | ---- | --------------------------------------------- | --------------- | ------------ |
| Zweiter | 1989 | English-Billiards-Weltmeisterschaft           | Mike Russell    | 1347:2242    |
| Zweiter | 1994 | UK Championship                               | Mike Russell    | 332:1073     |
| Sieger  | 1994 | English-Billiards-Weltmeisterschaft           | Mike Russell    | 1539:645     |
| Zweiter | 1995 | UK Championship                               | Subhash Agarwal | 1114:1240    |
| Zweiter | 1996 | Bangalore Open                                | Mike Russell    | 1:7          |
| Sieger  | 1996 | Darley Dale Invitation Tournament             | Mike Russell    | Gruppenphase |
| Sieger  | 1997 | Golden Cue Tournament                         | unbekannt       | unbekannt    |
| Sieger  | 1997 | Darley Dale Invitation Tournament             | Chris Shutt     | Gruppenphase |
| Zweiter | 1997 | Northern Open Billiards Championship          | Mike Russell    | 906:2080     |
| Zweiter | 1998 | World Matchplay Billiards Championship        | Mike Russell    | 5:8          |
| Sieger  | 1998 | British Open                                  | Geet Sethi      | 1328:903     |
| Zweiter | 1999 | Om Agrawal Billiards Tournament               | Geet Sethi      | 1133:1554    |
| Sieger  | 1999 | Tommy Arnott Memorial Pro-Am Tournament       | David Causier   | 324:166      |
| Zweiter | 1999 | English-Billiards-Weltmeisterschaft           | Mike Russell    | 832:2000     |
| Sieger  | 2000 | World Matchplay Billiards Championship        | Mike Russell    | 1500:1200    |
| Zweiter | 2000 | Darley Dale Invitation Tournament             | Mike Russell    | Gruppenphase |
| Zweiter | 2001 | UK Championship                               | David Causier   | 4:5          |
| Sieger  | 2001 | English-Billiards-Weltmeisterschaft           | Mike Russell    | 1539:645     |
| Sieger  | 2001 | Darley Dale Invitation Tournament             | Mike Russell    | Gruppenphase |
| Zweiter | 2002 | English-Billiards-Weltmeisterschaft           | Mike Russell    | 1273:2251    |
| Zweiter | 2003 | English-Billiards-Weltmeisterschaft           | Mike Russell    | 4:6          |
| Sieger  | 2008 | English Open                                  | Martin Goodwill | 773:345      |
| Sieger  | 2009 | Welsh Open                                    | Billy Bousfield | 537:260      |
| Sieger  | 2009 | Irish Open                                    | Aidan Murray    | 901:222      |
| Sieger  | 2013 | Irish Open                                    | Robert Hall     | 588:479      |
| Sieger  | 2013 | Scottish Open                                 | David Sneddon   | 940:182      |
| Zweiter | 2013 | Jim Williamson Memorial Open                  | Matthew Bolton  | 276:551      |
| Sieger  | 2013 | English-Billiards-Weltmeisterschaft (Long-Up) | David Causier   | 1500:1085    |
| Sieger  | 2014 | Scottish Open                                 | Phil Mumford    | 737:332      |
| Sieger  | 2014 | Irish Open                                    | David Causier   | 700:332      |
| Zweiter | 2014 | Australian Open                               | Matthew Bolton  | 4:6          |
| Sieger  | 2014 | Glasgow Open                                  | Rupesh Shah     | 688:289      |
| Sieger  | 2014 | NSC Open                                      | Robert Hall     | 776:164      |
| Zweiter | 2014 | English-Billiards-Weltmeisterschaft (Punkte)  | Pankaj Advani   | 2:6          |
| Sieger  | 2015 | Scottish Open                                 | David Causier   | 546:461      |
| Zweiter | 2015 | English Open                                  | David Causier   | 471:534      |
| Sieger  | 2015 | Irish Open                                    | Mike Russell    | 513:407      |
| Sieger  | 2015 | Australian Open                               | Matthew Bolton  | 6:2          |
| Sieger  | 2015 | Christchurch City Open                        | Gary Oliver     | 1017:501     |
| Sieger  | 2015 | Auckland Open                                 | Wayne Carey     | 1054:326     |
| Zweiter | 2015 | English-Billiards-Weltmeisterschaft (Long-Up) | David Causier   | 1277:1501    |
| Zweiter | 2015 | British Open                                  | David Causier   | 343:821      |
| Sieger  | 2016 | Irish Open                                    | David Causier   | 436:435      |
| Zweiter | 2016 | European Open                                 | Mike Russell    | 509:1759     |
| Sieger  | 2016 | Auckland Open                                 | Robert Hall     | 709:314      |
| Sieger  | 2016 | New Zealand Open                              | Robert Hall     | 1055:665     |
| Sieger  | 2016 | Borders Open                                  | Robert Marshall | 1150:126     |
| Sieger  | 2017 | Scottish Open                                 | David Causier   | 566:482      |
| Zweiter | 2017 | South Australian Open                         | Matthew Bolton  | 560:605      |
| Sieger  | 2017 | English Open                                  | Martin Goodwill | 413:372      |
| Sieger  | 2017 | Sydney Open                                   | Matthew Bolton  | 1171:380     |
| Zweiter | 2017 | European Open                                 | Mike Russell    | 873:1058     |
| Zweiter | 2017 | Pacific International                         | Matthew Bolton  | 3:6          |
| Sieger  | 2017 | Christchurch Open                             | Gary Oliver     | 1624:445     |
| Sieger  | 2017 | New Zealand Open                              | Gary Oliver     | 1596:519     |
| Zweiter | 2017 | World Open                                    | David Causier   | 387:502      |
| Zweiter | 2017 | English-Billiards-Weltmeisterschaft (Long-Up) | David Causier   | 779:1500     |
| Zweiter | 2017 | British Open                                  | David Causier   | 114:1240     |
| Sieger  | 2018 | Scottish Open                                 | Robert Marshall | 521:261      |
| Sieger  | 2018 | South Australian Open                         | Steve Mifsud    | 1179:410     |
| Sieger  | 2018 | UK Open                                       | Robert Hall     | 796:667      |
| Sieger  | 2018 | Sydney Open                                   | Michael Pearson | 984:345      |
| Zweiter | 2018 | English Open                                  | Robert Hall     | 378:614      |
| Sieger  | 2018 | Irish Open                                    | David Causier   | 811:375      |
| Sieger  | 2018 | European Open                                 | David Causier   | 1083:911     |
| Sieger  | 2018 | Asian Grand Prix                              | Robert Hall     | 6:4          |
| Zweiter | 2018 | World Open                                    | David Causier   | 300:695      |
| Zweiter | 2018 | English-Billiards-Weltmeisterschaft           | Sourav Kothari  | 944:1134     |
| Zweiter | 2019 | Scottish Open                                 | David Causier   | 240:868      |
| Sieger  | 2019 | Sydney Open                                   | Joe Minici      | 600:429      |
| Sieger  | 2019 | English Open                                  | Robert Hall     | 572:288      |
| Zweiter | 2019 | World Matchplay Billiards Championship        | David Causier   | 7:8          |
| Sieger  | 2019 | Pan Am Cup                                    | Dhruv Sitwala   | 1500:507     |
| Sieger  | 2019 | Pacific International                         | Sourav Kothari  | 1500:706     |
| Sieger  | 2019 | Hi-End Open Billiards                         | Matthew Bolton  | 1148:436     |
| Sieger  | 2019 | Welsh Open                                    | Martin Goodwill | 863:190      |
| Sieger  | 2019 | English-Billiards-Weltmeisterschaft           | Sourav Kothari  | 1307:967     |
| Zweiter | 2020 | Scottish Open                                 | David Causier   | 350:619      |
| Sieger  | 2020 | Sydney Open                                   | Joe Minici      | 811:450      |
| Zweiter | 2021 | Jim Williamson Open                           | David Causier   | 239:735      |
| Zweiter | 2022 | Irish Open                                    | Robert Hall     | 474:294      |
| Zweiter | 2022 | Jim Williamson Open                           | David Causier   | 340:721      |
| Sieger  | 2022 | Hamilton Open                                 | Gary Oliver     | 875:276      |
| Sieger  | 2022 | New Zealand Open                              | Frank Humphreys | 962:523      |
| Zweiter | 2022 | British Open                                  | David Causier   | 273:707      |
| Sieger  | 2022 | Singapore Open                                | Steve Mifsud    | 403:308      |
| Zweiter | 2022 | English-Billiards-Weltmeisterschaft           | David Causier   | 1092:1776    |
| Sieger  | 2022 | Sydney Open                                   | Michael Pearson | 950:404      |
| Sieger  | 2023 | Scottish Open                                 | Robert Hall     | 439:308      |
| Zweiter | 2023 | Belgian Open                                  | Robert Hall     | 198:794      |
| Sieger  | 2023 | Irish Open                                    | David Causier   | 577:517      |
| Sieger  | 2023 | Pacific International Billiards Championship  | Dhruv Sitwala   | 1500:1441    |
| Zweiter | 2023 | Jim Williamson Open                           | Peter Sheehan   | 397:587      |
| Sieger  | 2023 | Auckland Open                                 | Glenn Yeo       | 1015:284     |
| Sieger  | 2023 | New Zealand Open                              | Gary Norman     | 792:444      |
| Zweiter | 2023 | English Open                                  | David Causier   | 405:682      |
| Sieger  | 2023 | English-Billiards-Weltmeisterschaft           | David Causier   | 1824:783     |

[veraltet]

### Amateurturniere
| Ausgang | Jahr | Turnier                                         | Finalgegner             | Ergebnis  |
| ------- | ---- | ----------------------------------------------- | ----------------------- | --------- |
| Sieger  | 1983 | Under 16 English Amateur Billiards Championship | Simon Snee              | 230:175   |
| Zweiter | 1985 | Under 19 English Amateur Billiards Championship | Stephen Naisby          | 181:306   |
| Zweiter | 1987 | Under 19 English Amateur Billiards Championship | Mike Russell            | 166:395   |
| Zweiter | 1987 | English Amateur Billiards Championship          | David Edwards           | 2224:2427 |
| Sieger  | 1988 | English Amateur Billiards Championship          | David Edwards           | 3379:1954 |
| Sieger  | 1988 | CIU Individual Billiards Championship           | David Edwards           | 1201:724  |
| Sieger  | 2007 | ACBS-English-Billiards-Asienmeisterschaft       | Thawat Sujaritthurakarn | 5:2       |
| Zweiter | 2009 | ACBS-English-Billiards-Asienmeisterschaft       | Pankaj Advani           | 3:5       |
| Zweiter | 2010 | ACBS-English-Billiards-Asienmeisterschaft       | Pankaj Advani           | 5:6       |
| Zweiter | 2010 | IBSF World Billiards Championship (Zeit)        | Mike Russell            | 784:4120  |
| Sieger  | 2012 | Singapurische Snooker-Meisterschaft             | Marvin Lim Chun Kiat    | 5:4       |
| Zweiter | 2014 | Singapurische Snooker-Meisterschaft             | Chan Keng Kwang         | 2:4       |
| Sieger  | 2015 | IBSF World Billiards Championship (150-Up)      | Pankaj Advani           | 6:4       |
| Zweiter | 2015 | IBSF World Billiards Championship (Zeit)        | Pankaj Advani           | 1240:2408 |
| Sieger  | 2016 | IBSF World Billiards Championship (Long-Up)     | Sourav Kothari          | 1500:617  |
| Zweiter | 2016 | IBSF World Billiards Championship (150-Up)      | Pankaj Advani           | 3:6       |
| Sieger  | 2017 | Singapurische Snooker-Meisterschaft             | Marvin Lim Chun Kiat    | 4:3       |
| Sieger  | 2018 | Singapurische Snooker-Meisterschaft             | Marvin Lim Chun Kiat    | 4:2       |
| Sieger  | 2019 | Myanmar Billiards Open (Long-Up)                | Praprut Chaithanasakun  | 1000:732  |
| Sieger  | 2020 | Singapurische Snooker-Meisterschaft             | Marvin Lim Chun Kiat    | 4:2       |
| Zweiter | 2021 | Singapurische Snooker-Meisterschaft             | Aloysius Yapp           | 2:4       |
| Zweiter | 2023 | Singapurische Snooker-Meisterschaft             | Marvin Lim Chun Kiat    | 2:4       |

### Multisportveranstaltungen
Seitdem 2003 nach Singapur wechselte, nahm er regelmäßig an asiatischen Multisportveranstaltungen teil. Dabei gewann er zahlreiche Medaillen, insbesondere bei den Südostasienspielen.
| Asienspiele                       |                        |                                     |
| Bronze                            | Doha 2006              | English-Billiards-Einzel            |
| Bronze                            | Guangzhou 2010         | English-Billiards-Einzel            |
| Asian Indoor & Martial Arts Games |                        |                                     |
| Bronze                            | Macau 2007             | English-Billiards-Einzel            |
| Silber                            | Ho-Chi-Minh-Stadt 2009 | English-Billiards-Einzel            |
| Bronze                            | Incheon 2013           | English-Billiards-Einzel            |
| Südostasienspiele                 |                        |                                     |
| Bronze                            | Nakhon Ratchasima 2007 | Snooker-Mannschaft                  |
| Gold                              | Vientiane 2009         | English-Billiards-Einzel            |
| Bronze                            | Vientiane 2009         | English-Billiards-Doppel            |
| Gold                              | Palembang 2011         | English-Billiards-Einzel            |
| Bronze                            | Palembang 2011         | English-Billiards-Doppel            |
| Gold                              | Naypyidaw 2013         | English-Billiards-Einzel            |
| Bronze                            | Naypyidaw 2013         | English Billiards Scotch Doubles    |
| Bronze                            | Naypyidaw 2013         | English-Billiards-Doppel            |
| Bronze                            | Naypyidaw 2013         | English-Billiards-Mannschaft        |
| Gold                              | Singapur 2015          | English-Billiards-Einzel            |
| Gold                              | Singapur 2015          | English-Billiards-Einzel (500 Pkt.) |
| Silber                            | Singapur 2015          | English-Billiards-Doppel            |
| Gold                              | Kuala Lumpur 2017      | English-Billiards-Einzel            |
| Bronze                            | Kuala Lumpur 2017      | English-Billiards-Doppel            |
| Gold                              | Manila 2019            | English-Billiards-Einzel            |
| Silber                            | Hanoi 2021             | English-Billiards-Einzel            |
| Gold                              | Hanoi 2021             | English-Billiards-Doppel            |